# 350.org

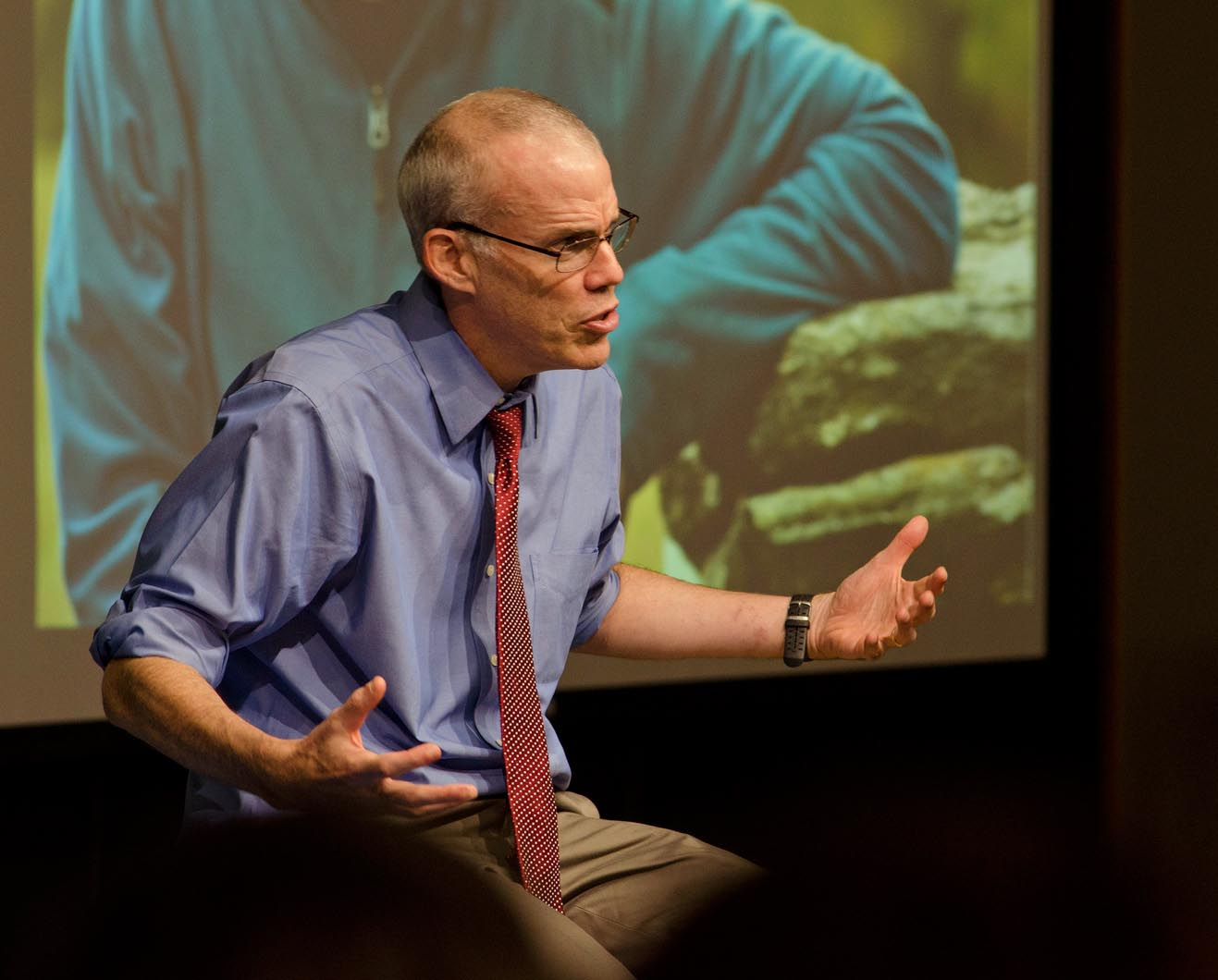
Bill McKibben en 2012.

350.org est une organisation non gouvernementale environnementale internationale, fondée en 2007 aux États-Unis par le journaliste, auteur et militant écologiste Bill McKibben. Son action se concentre sur la lutte contre le réchauffement climatique ; elle est notamment connue pour s'opposer au projet d'oléoduc Keystone et pour promouvoir le désinvestissement des énergies fossiles.

## Dénomination
Le nom de l'association provient du seuil de 350 parties par million (ppm) de CO2 dans l'atmosphère défini notamment par le climatologue américain James Hansen comme taux maximum à ne pas dépasser pour éviter un réchauffement climatique trop important, ce taux ayant dépassé les 400 ppm en 2014,,,.

## Histoire
L'association 350.org a été fondée en 2007 aux États-Unis par un groupe d’étudiants américains avec l’appui du journaliste, auteur et militant écologiste Bill McKibben, auteur de l’un des premiers ouvrages sur le réchauffement climatique destiné au grand public, dans le but de créer un mouvement d’action mondiale pour le climat.
350.org a commencé par organiser des journées d’action mondiales réunissant des militants et des organisations partout dans le monde, comme la Journée internationale d’action climatique (2009), la Fête internationale du travail (2010) et La Planète bouge (2011). 350 est rapidement devenue une coalition mondiale.

## Campagnes
350.org s'est opposée au projet d'oléoduc Keystone,. L'association a aussi milité contre le pipeline Dakota Access aux États-Unis, contre la fracturation hydraulique dans des centaines de villes américaines et au Brésil ; elle a participé à des mobilisations populaires avant et après la signature de l’accord climatique de Paris et incité des centaines d’universités, de fondations, de villes et de congrégations religieuses à désinvestir des combustibles fossiles.
Près d'un millier d'événements ont été organisés le samedi 8 septembre 2018 dans une centaine de pays, dans le cadre de l'appel baptisé « Rise for climate » (« Debout pour le climat ») lancé par 350.org. En France, cet appel, relayé par l'initiative individuelle du journaliste lyonnais Maxime Lelong sur Facebook, a suscité de nombreuses manifestations. À Paris, 18 500 manifestants ont défilé selon la police, 50 000 selon les organisateurs.
En février 2021, 350.org a de nouveau exprimé ses demandes dans le contexte de l'annonce du budget du Royaume-Uni, afin de mettre l'accent sur l'obligation d'investissement dans les énergies renouvelables par les banques britanniques afin qu'elles ne soient plus en mesure de financer l'industrie des combustibles fossiles.
En mars 2021, en réponse au plan de sauvetage économique américain de Joe Biden, 350.org, tout en se félicitant de cette décision, a souligné le manque de soutien aux minorités discriminées dans le cadre du processus de vaccination pour atteindre l'objectif fixé.